# Dipinti e disegni di Michail Lermontov
Michail Jur'evič Lermontov, poeta, romanziere e drammaturgo russo, nell'arco della sua breve vita si è applicato al disegno e alla pittura con risultati apprezzabili. 

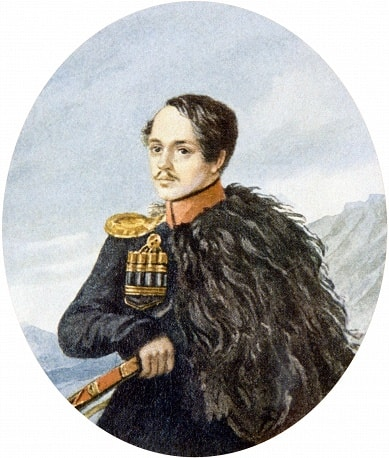
Autoritratto di Michail Lermontov con la divisa del reggimento dei Dragoni di Nižnij Novgorod e sullo sfondo le montagne del Caucaso, acquerello su carta, 1837-1838, Museo della Letteratura, Mosca

(Wolf Giusti, Il demone e l'angelo. Lermontov e la Russia del suo tempo, D'Anna Editore, Messina-Firenze, 1968, p.151)

## La produzione figurativa
L'amore per le arti figurative si manifestò in Lermontov fin dalla più tenera età: «...lui è stato meravigliosamente dotato di talento per l'arte; già allora dipingeva ad acquarello abbastanza bene e scolpiva con le cere colorate intere figure...», scrive il cugino Akim Šan-Girej ricordando gli anni della sua infanzia. Secondo un suo grande amico, lo scrittore e funzionario statale Svjatovslav A. Raevskij (1808-1876), uno dei maggiori passatempi del piccolo Michail era quello di disegnare con il gesso sul pavimento, che era ricoperto di panno verde. E infatti Lermontov è ritratto a tre anni con un gesso in mano.
Il suo primo insegnante di disegno è stato il pittore Aleksandr Stepanovič Solonickij (?-dopo il 1843); fu lui a prepararlo per l'ammissione alla Pensione Nobiliare. Da questi imparò a riprodurre il modello con perfetta aderenza alla realtà e ricambiò la fiducia dell'insegnante con il dono di una copia delle sue poesie. Successivamente a San Pietroburgo, nel 1835-1836, Lermontov prese lezioni di pittura da Pëtr Efimovič Zabolotskij, autore di due ritratti a olio del poeta, del 1837 e del 1840. Nei lavori giovanili di Lermontov notevole è l'influenza di Rembrandt, soprattutto nei ritratti ad acquerello dove è utilizzata la tecnica dei forti contrasti tra luci e ombre.
Aleksandra Michajlovna Vereščagina (1810-1873), in una lettera del 1835 diretta da Pietroburgo a Lermontov ha scritto: «... Per quanto concerne i Vostri disegni, corre voce che stiano riscuotendo un incredibile successo e io non fatico a crederlo; Vi prego, Michel, non trascurate questo dono; il ritratto che avete inviato di Aleksej è incantevole».
I lavori di Lermontov pittore, in rapporto al soggetto e ad altre caratteristiche, si suddividono nelle seguenti categorie:
- Argomento militare;
- Paesaggi;
- Ritratti
- Caricature;
- Scene di vita quotidiana;
- Schizzi e disegni senza soggetto specifico (teste, cavalieri, militari, cavalli, ecc.);
- Figure, compresi alcuni autoritratti; ad esempio il frontespizio del poema "Il prigioniero del Caucaso", il lavoro a guazzo del 1828, l'abbozzo per il poema "Vadim", l disegno sull'autografo della poesia "Na severe dikom stoit odinoko..." (Nel selvaggio nord sta solitario...).[5]

Le sue opere migliori sono legate al Caucaso, interpretate nello spirito della pittura romantica e realizzate durante e dopo il primo esilio.
Sono sopravvissuti tredici dipinti a olio di Lermontov, quarantaquattro acquerelli, circa quattrocento disegni eseguiti con inchiostri, seppie, matite, e quattro litografie. Tuttavia, parecchi disegni e pitture sono da ritenere perduti. Le sue opere sono raccolte presso Casa Puškin, nome familiare del più ufficiale Istituto di letteratura russa dell'Accademia delle scienze di Russia, la Biblioteca nazionale russa, siti entrambi a San Pietroburgo, la Biblioteca di Stato russa, il Museo della Letteratura di Mosca, e nei Musei memoriali di Mosca, Tarchany e Pjatigorsk, luoghi nei quali rispettivamente Lermontov nacque, visse la sua infanzia, e morì.
Lo studioso contemporaneo Viktor Vasil'evič Afanas'ev (1932-2015) sostiene che Lermontov «possedeva un'eccellente memoria visiva, uno spirito d'osservazione penetrante, il colpo d'occhio, ossia tutto ciò di cui abbisogna un artista». Sovente lungo i margini dei suoi fogli manoscritti compaiono disegni e schizzi che non nascevano, secondo il critico, durante il processo di scrittura, ma lo accompagnavano, come se in Lermontov la parola si presentasse unita all'immagine, ragion per cui avrebbe dovuto essere studiato non tanto il poeta quanto il poeta-pittore. Dello stesso parere è il critico d'arte e letterario Irakij Luarsabovič Andronikov (1908-1990), il quale ritiene esista una «relazione profonda» tra i due talenti di Lermontov, e che il lavoro artistico debba essere considerato materiale d'indagine per la piena comprensione della sua poesia.

### Dipinti ad olio

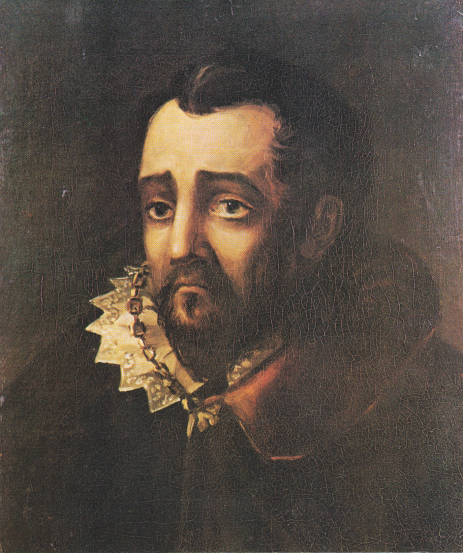
"Il Duca di Lerma", olio su tela, 60 × 51 cm. Il quadro è stato eseguito per l'amico Aleksej Lopuchin. È qui rappresentata l'immagine dell'uomo che, secondo Lopuchin, Lermontov ha visto in sogno. Esiste una leggenda di famiglia sull'origine dei Lermontov dallo spagnolo duca di Lerma (1552-1623), cosa che è tuttavia falsa.
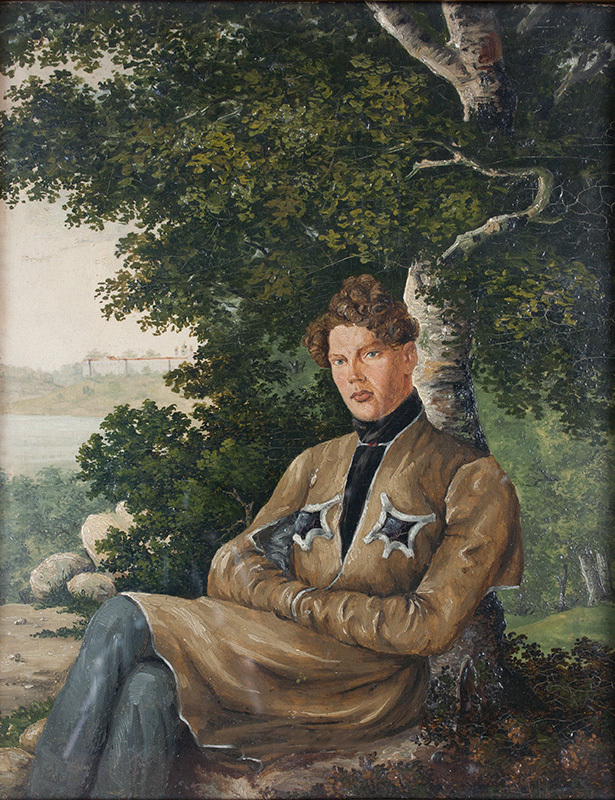
"Ritratto di Andrej Nikolaevič Murav'ëv", olio su cartone, 31.1 × 25.4, 1835-1837. Sul retro una scritta a inchiostro in francese dice: «Ritratto di André Mouravieff, dipinto da Lermontoff, dato in dono al principe Alexandre Schachovskoy il 30 agosto 1885 dalla baronessa Sophie de Staël-Holstein». Murav'ëv (1806-1874) è stato ciambellano presso la corte imperiale russa, storico della Chiesa, poeta e drammaturgo.
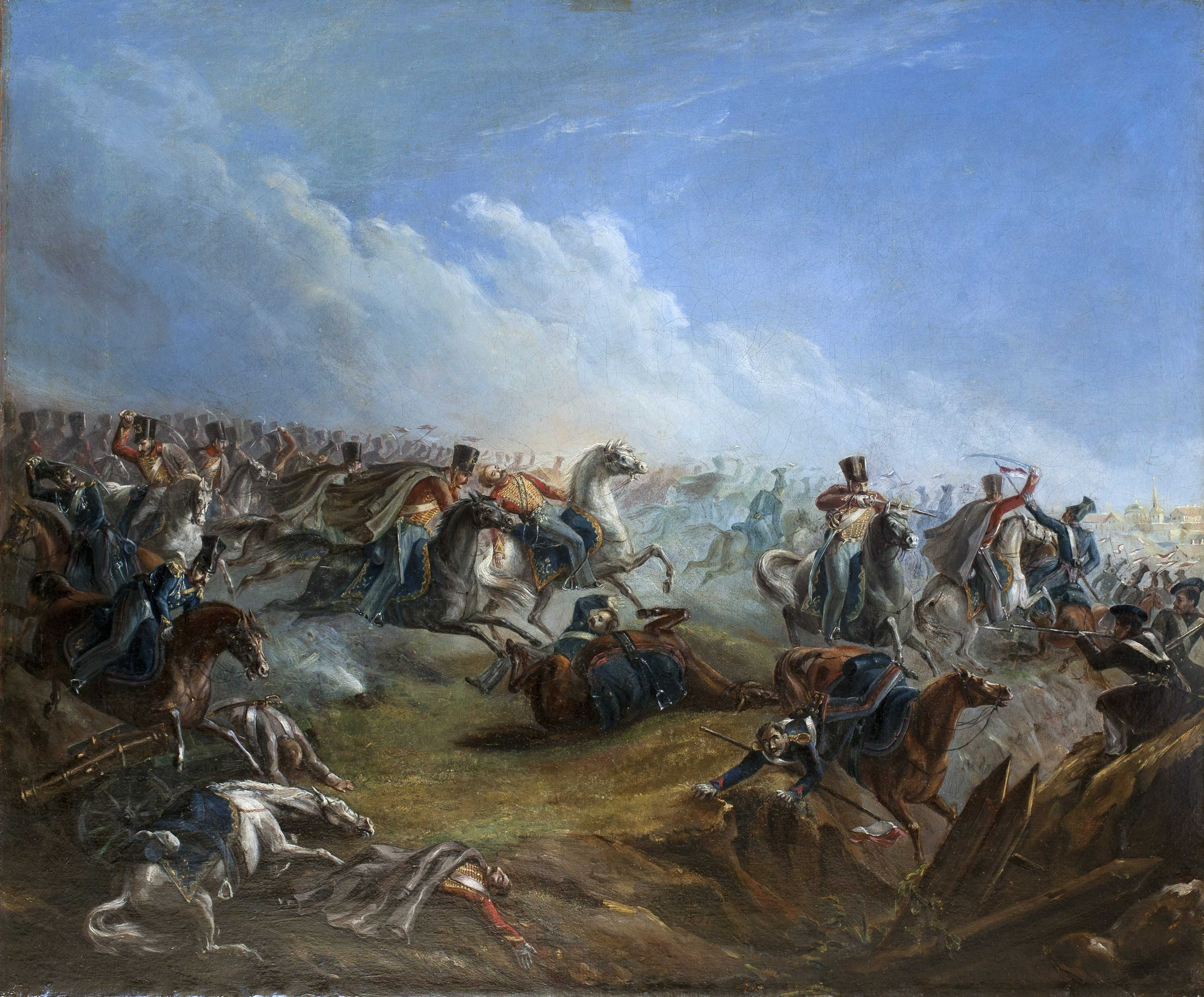
"Attacco della Guardia-reale ussari presso Varsavia il 21 agosto 1831", olio su cartone, 65.8 × 79.3, 1837.Firmato e datato da lermontov, il dipinto fu identificato nel 1937 presso il Museo storico militare di artiglieria di Leningrado.
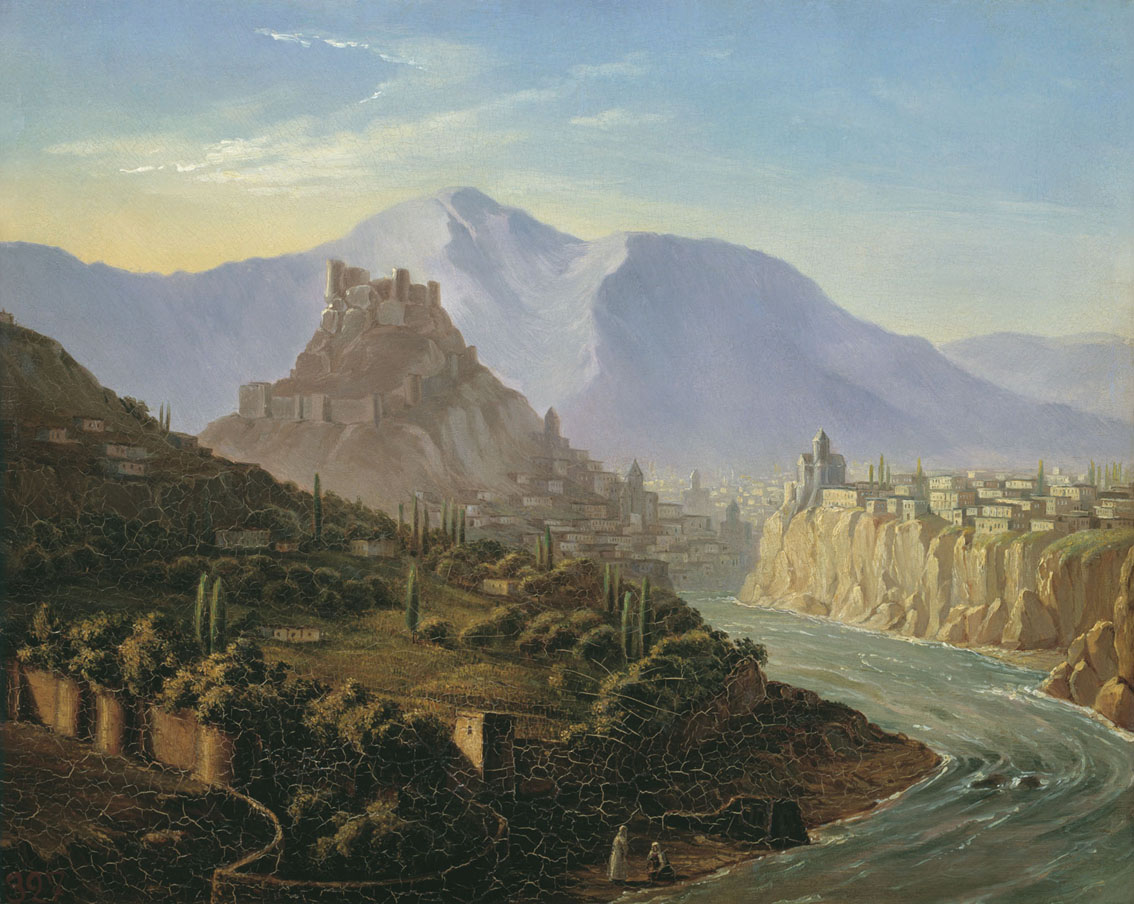
"Veduta di Tiflis", olio su cartone, 32,2×39,5, 1837. Il quadro è stato donato da Lermontov a un suo parente, il generale P. I. Petrov a Stavropol nel 1837.
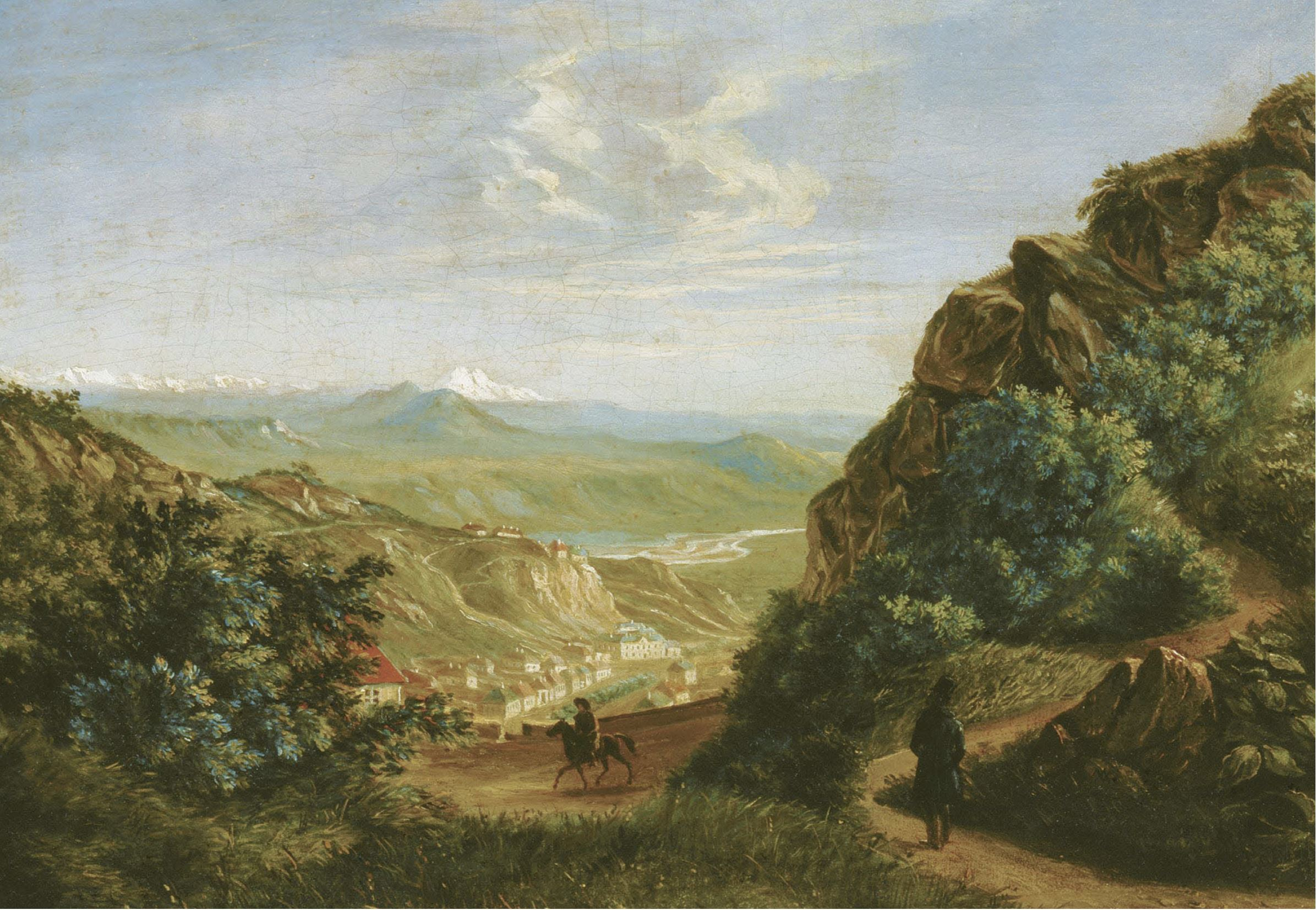
"Veduta di Pjatigorsk", olio su cartone, 65,8 × 79,3, 1837-1838. In basso, un monogramma: «M. L.».
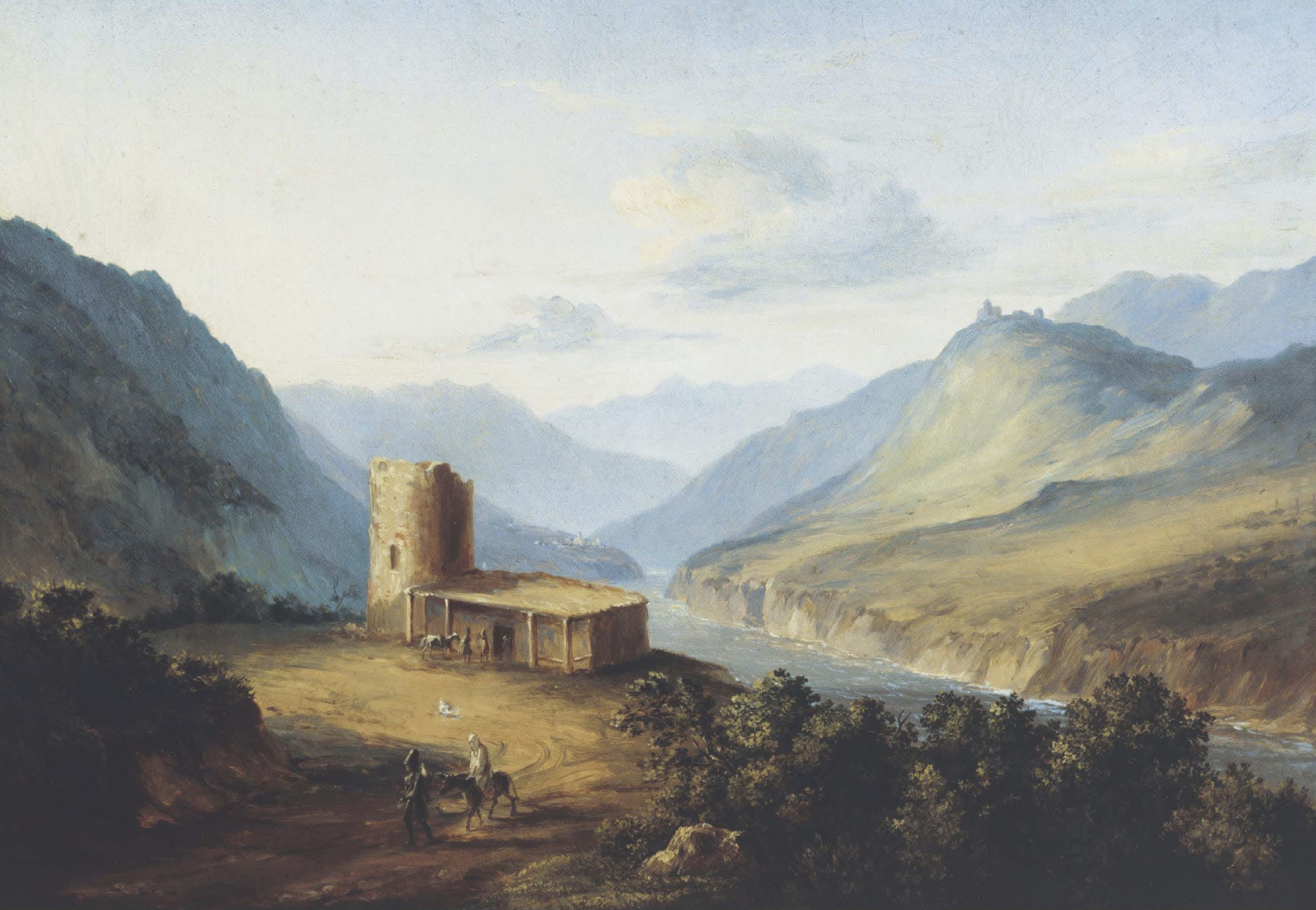
"Veduta del Caucaso con casupola", olio su cartone, 36 × 43,5, 1837-1838. Strada militare georgiana presso Mtskheta.
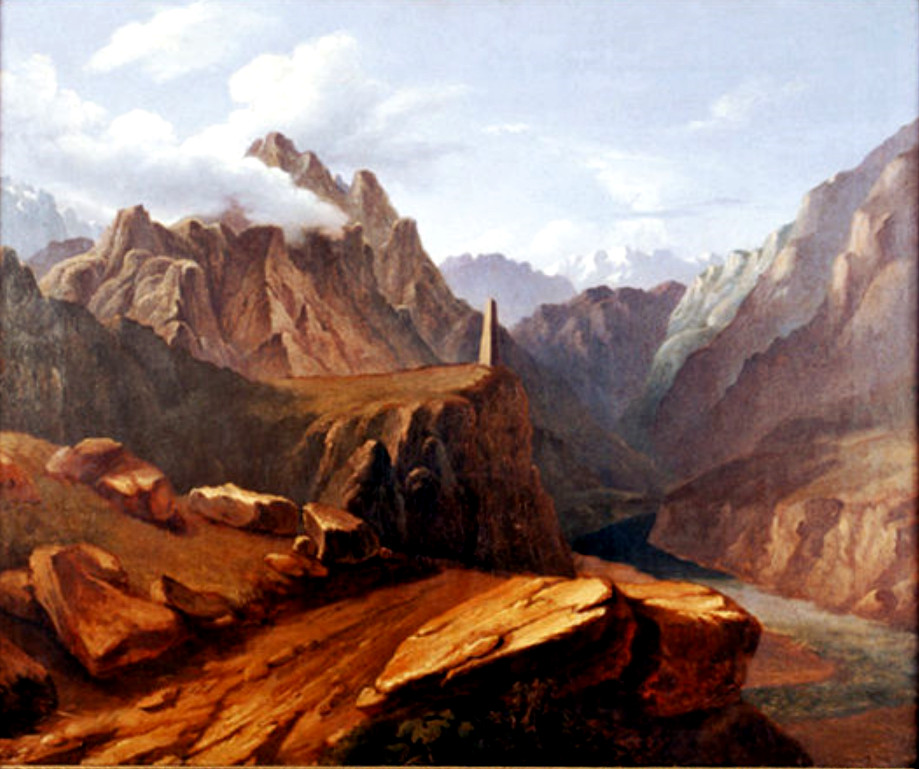
"Veduta del Caucaso nei pressi del villaggio di Sion", olio su tela, 64x79, 1837-1838. Strada militare georgiana. Gola vicino Kobi. Opera non firmata.
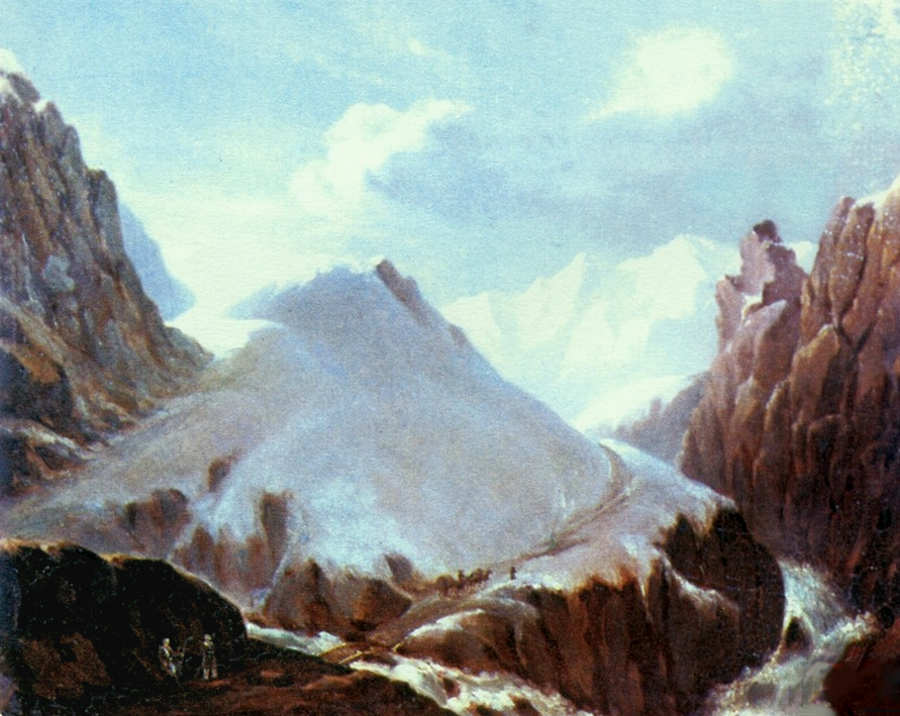
"Veduta del monte Krestovij", olio su cartone, 1837-1838.Il 13 aprile 1841, Lermontov è andato da V. F. Odoevskij e come dono di addio gli ha dato questo dipinto. Il titolo sul retro è di mano di Odoevskij. Si tratta di uno dei migliori lavori di Lermontov. Un particolare interessante è che esso raffigura il monte descritto in "Un eroe del nostro tempo".
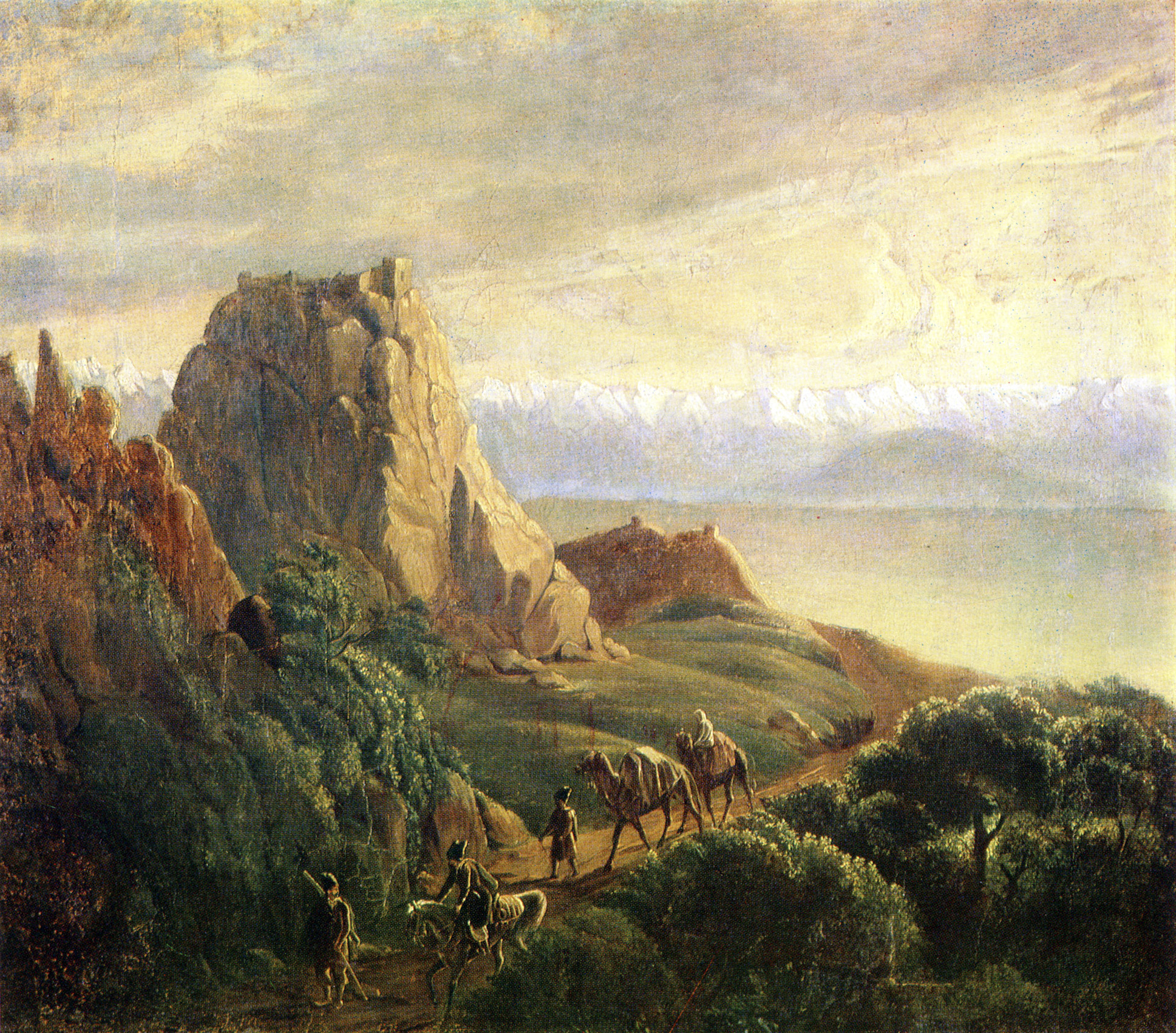
"Veduta del caucaso con cammelli", olio su tela, 62x72, 1837-1838. Nelle adiacenze del villaggio di Karaagač.
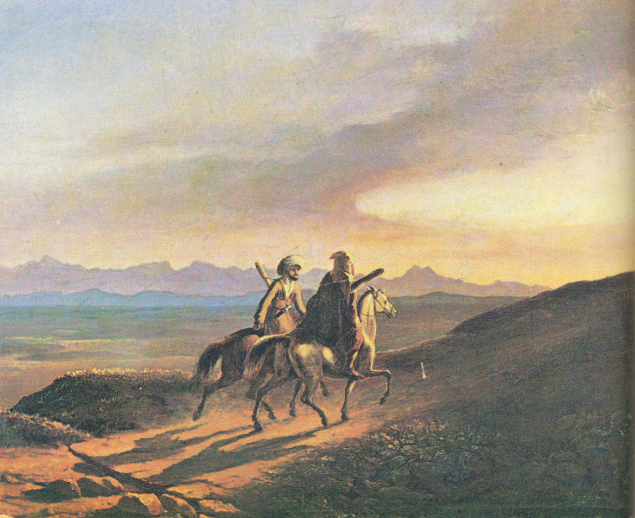
"Ricordo del caucaso", olio su cartone, marzo-aprile 1838. eseguito a Novgorod durante il servizio nel reggimento ussari della Guardia reale di Grodno.
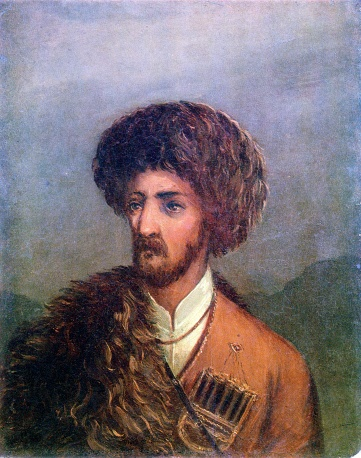
"Il circasso", olio su cartone, 27,2 × 22, marzo-aprile 1838. Il dipinto sarebbe stato realizzato da Lermontov in un'ora.
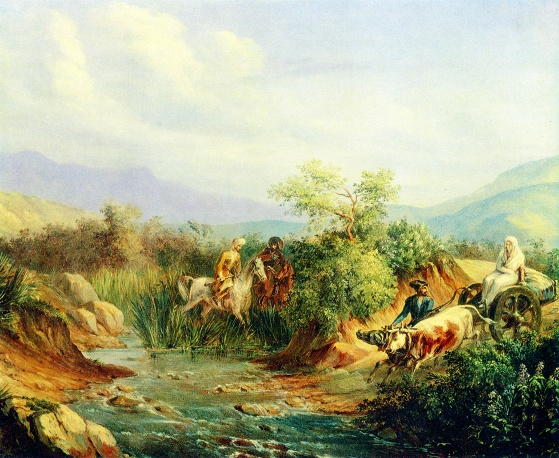
"Scena di vita caucasica", olio su legno, 1838. L'opera era finita in Germania e da lì è tornata in Russia.
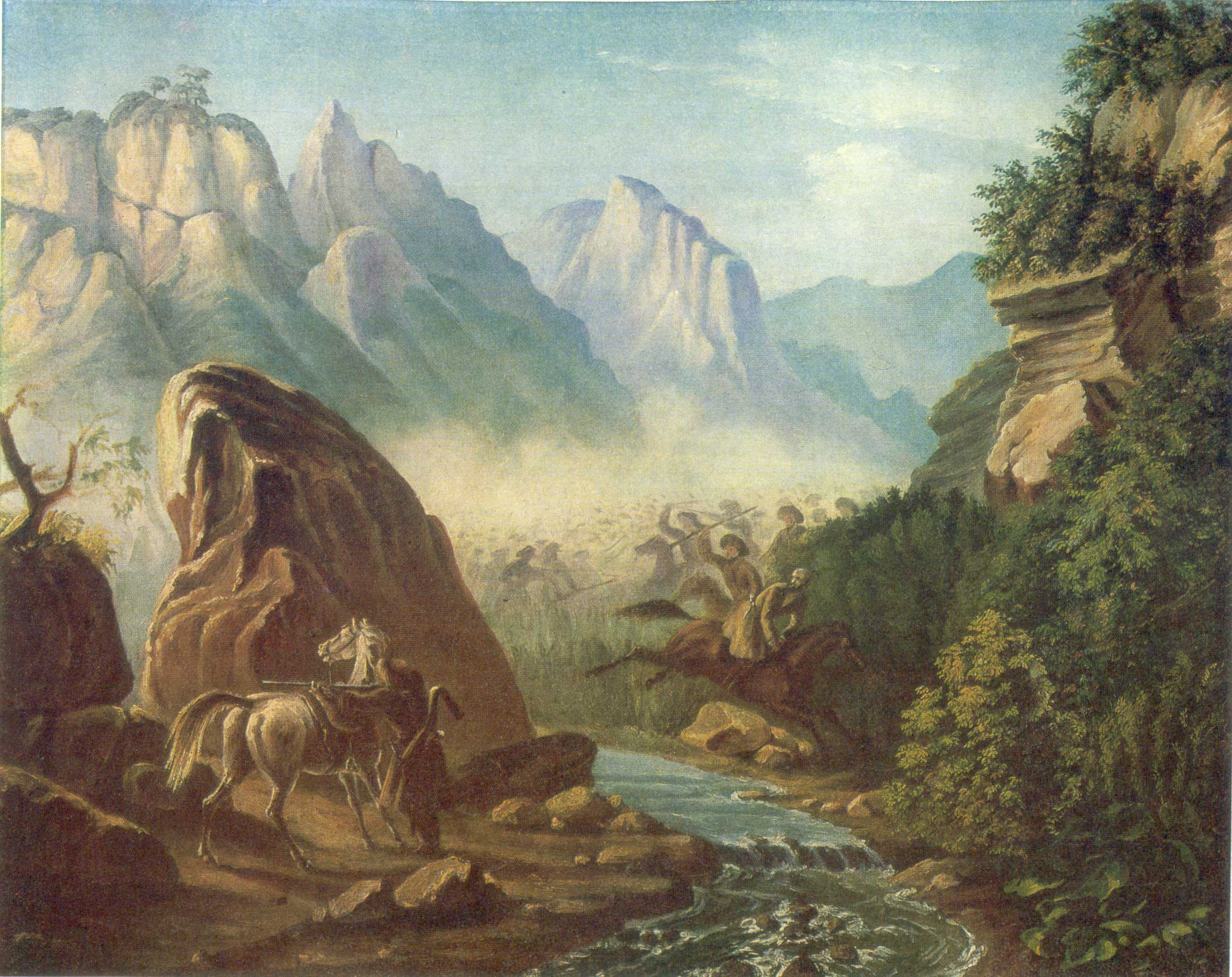
"Scontro a fuoco sulle montagne del Daghestan", olio su tela, 1840-1841.

### Acquerelli
Ben tredici acquerelli sono contenuti in un album sul quale il poeta ha dipinto per undici anni. La storia di questo album è molto interessante, giacché in origine, intorno al 1811, era appartenuto alla madre di Lermontov, Marija Michajlovna. Elizaveta Alekseevna, nonna del poeta, a partire dai dieci anni consentì al nipote di usare l'album della madre e questi ne userà diverse pagine per dipingervi acquerelli, spesso paesaggi realizzati dal vivo, quindi portandolo anche con sé nei suoi viaggi. Alla sua morte l'album passò alla zia Marija Akimovna Chastatova, sposata Šan-Girej, madre dell'amato cugino Akim. Poi, nel 1881, l'album divenne proprietà del collezionista N. I. Rybkin, il quale si rese conto dell'importanza di queste carte. Bisogna precisare che non sono presenti manoscritti di poesie, ma solo alcune trascrizioni di versi francesi di mano della madre di Lermontov.
Non tutti gli acquerelli sono datati e in questo caso si sono fatte delle congetture.

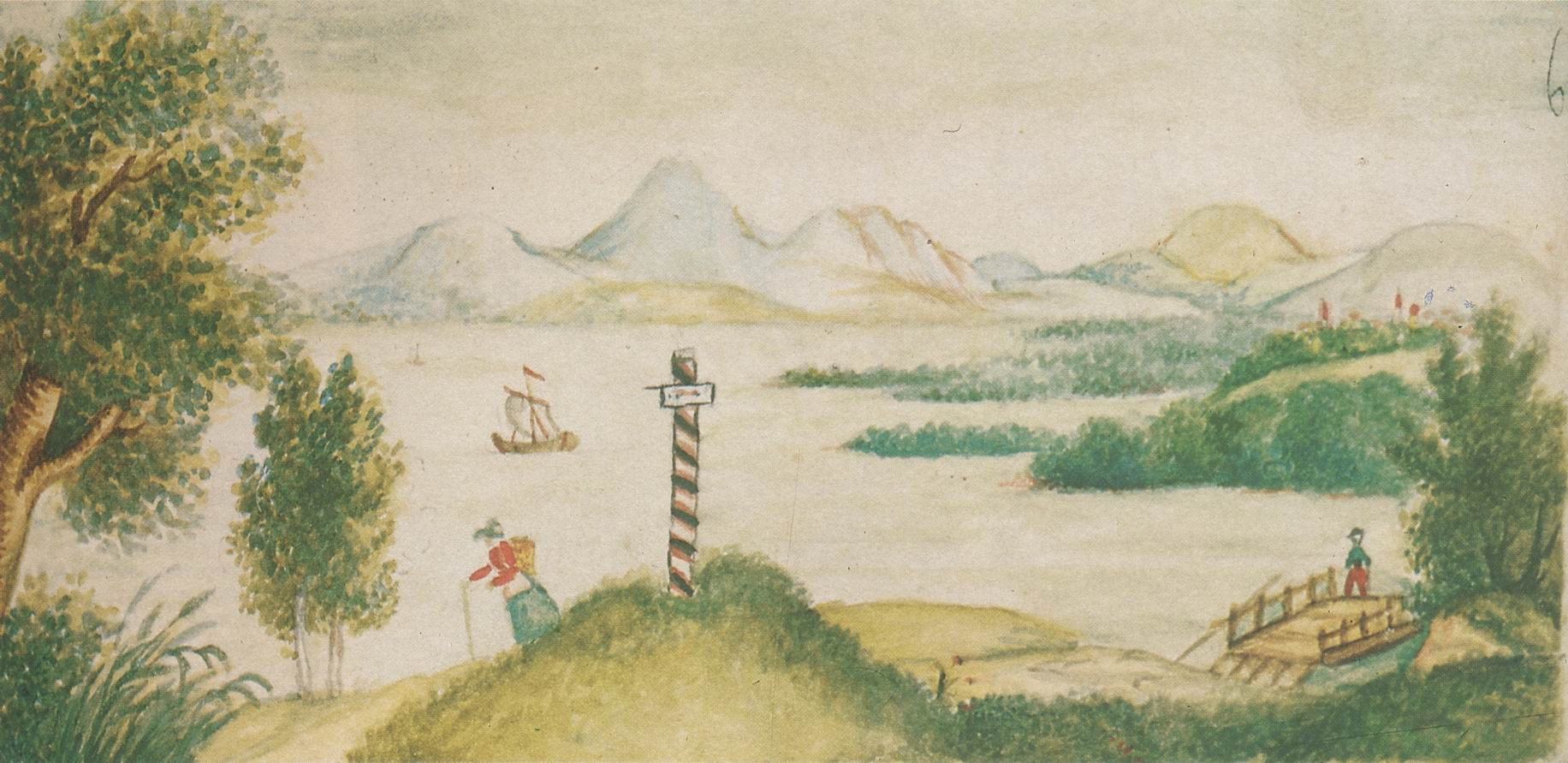
"Paesaggio con lago", 1825. Di sua mano il piccolo Lermontov, nove anni, scrive che l'acquerello è stato realizzato il 13 giugno 1825 a Gorjačevodskij, Territorio di Stavropol'
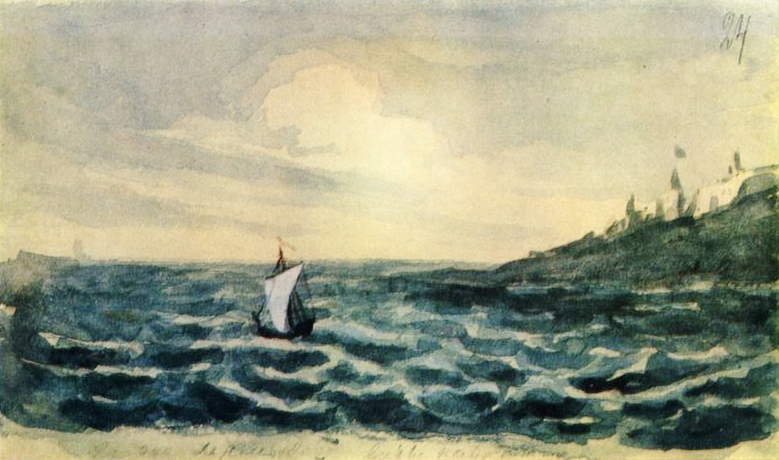
"Vela", 1828-1831.
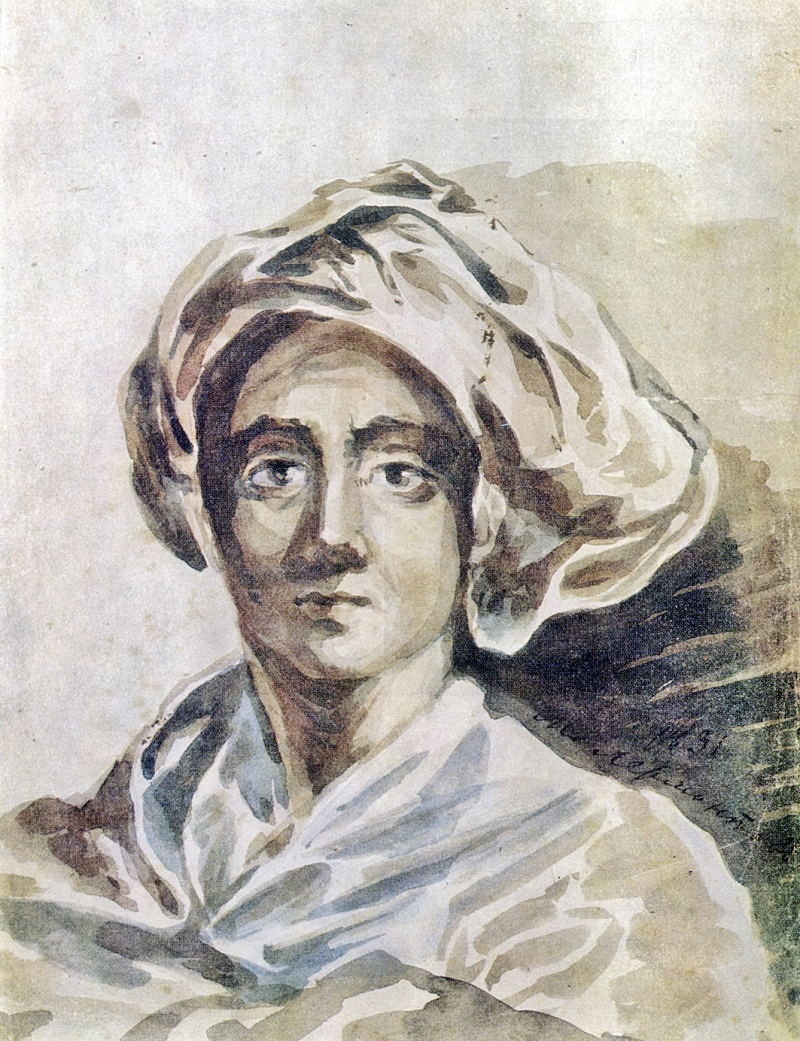
"Giovane in burnus, 1831. Opera firmata e datata da Lermontov, grande appassionato di archeologia e di orientalistica.
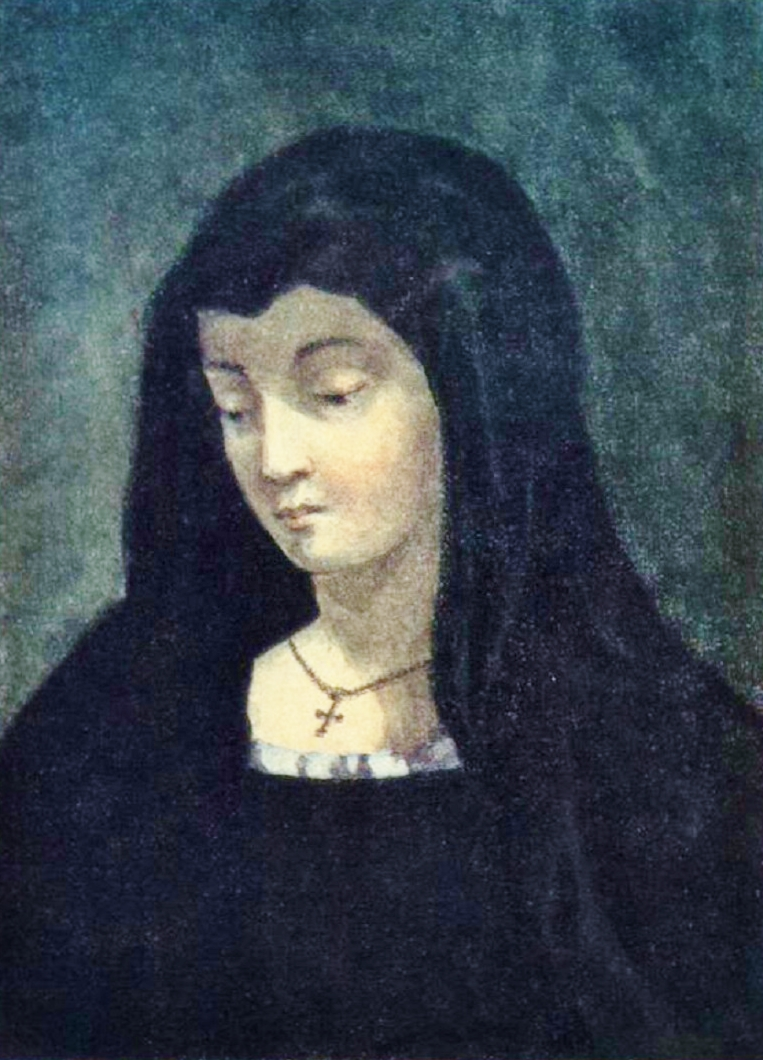
"Emilia", 1831. Nella protagonista del dramma "Gli spagnoli", Emilia, Lermontov ritrae molto probabilmente l'amata Varvara Lopuchina.
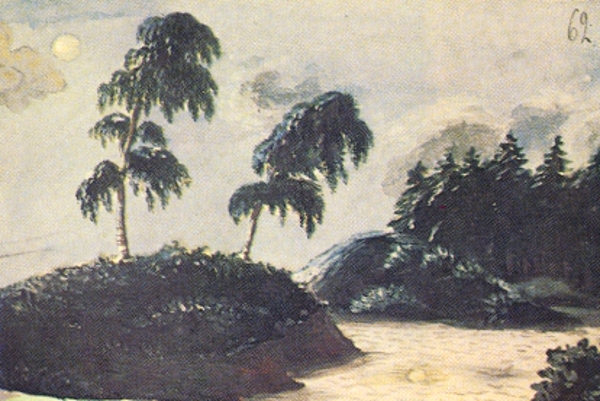
"Paesaggio con due betulle", 1828-1832. Lermontov ritrae una veduta nell'area di Tarchany.
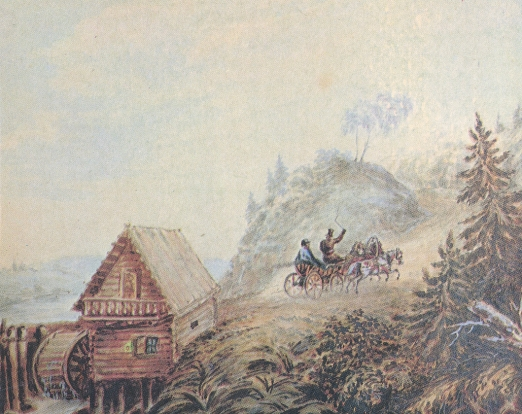
"Paesaggio con mulino e una trojka al galoppo", 1835. La data è convenzionale, non certa.
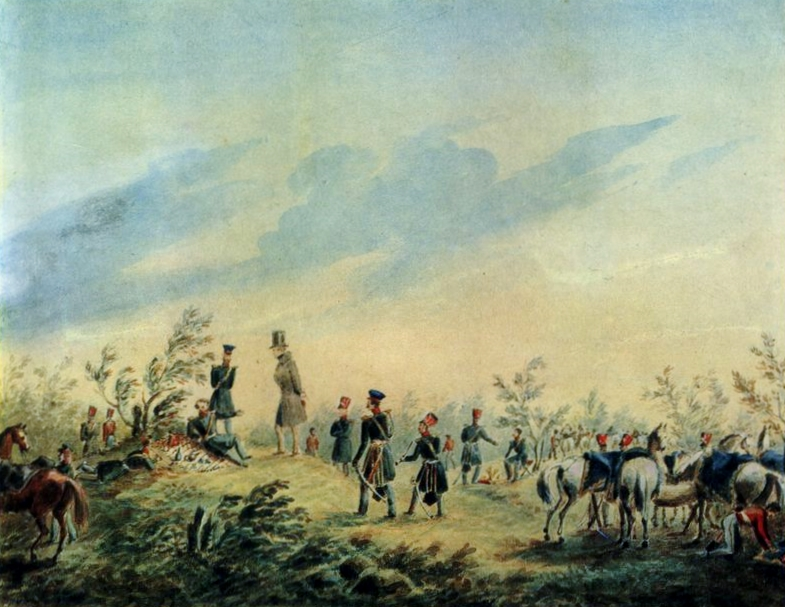
"Bivacco del reggimento ussari della Guardia reale presso il villaggio di Krasnij", 1835
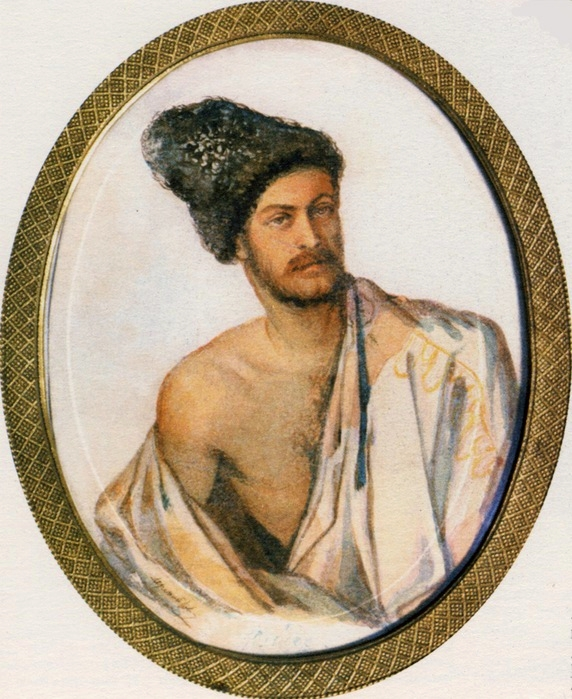
"A. A. Stolypin in costume curdo", 1841.

### Disegni

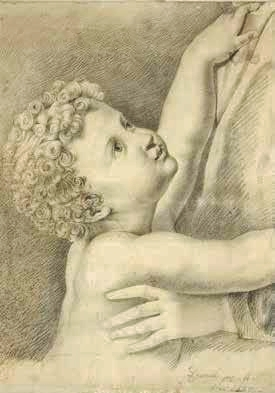
"Bambino che si protrae verso la madre", 1829.
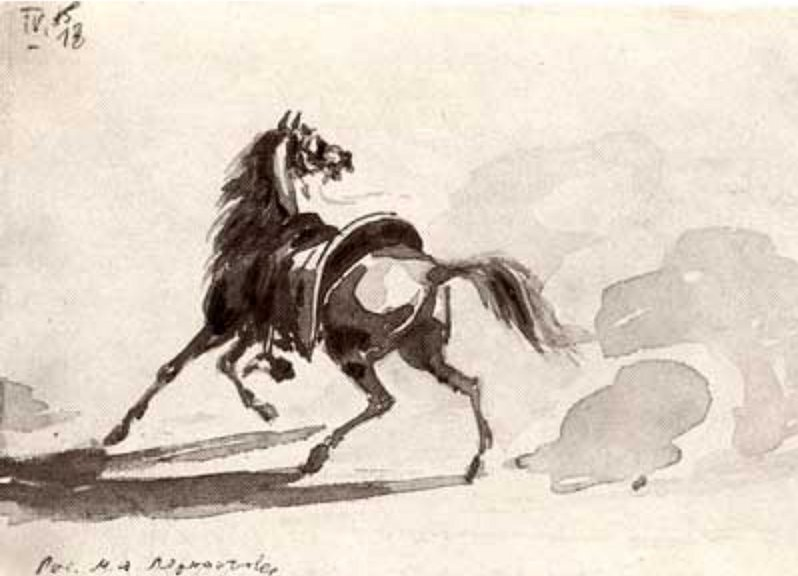
"Cavallo sellato", disegno eseguito con la seppia, 1830.
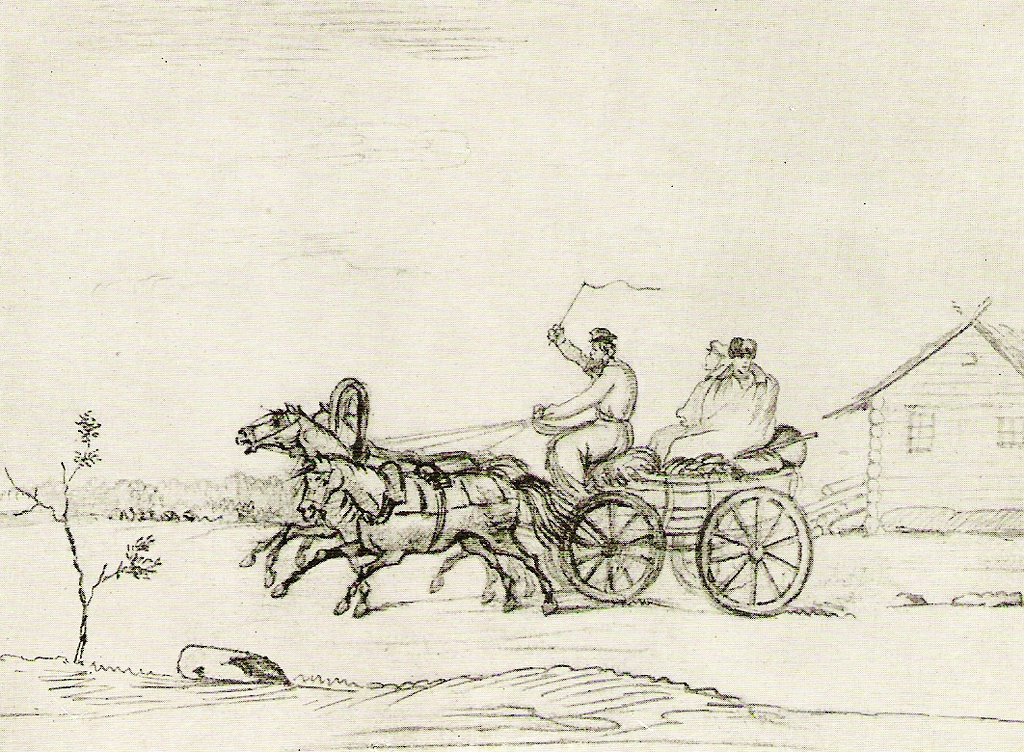
"Trojka che lascia il villaggio", 1832-1834.
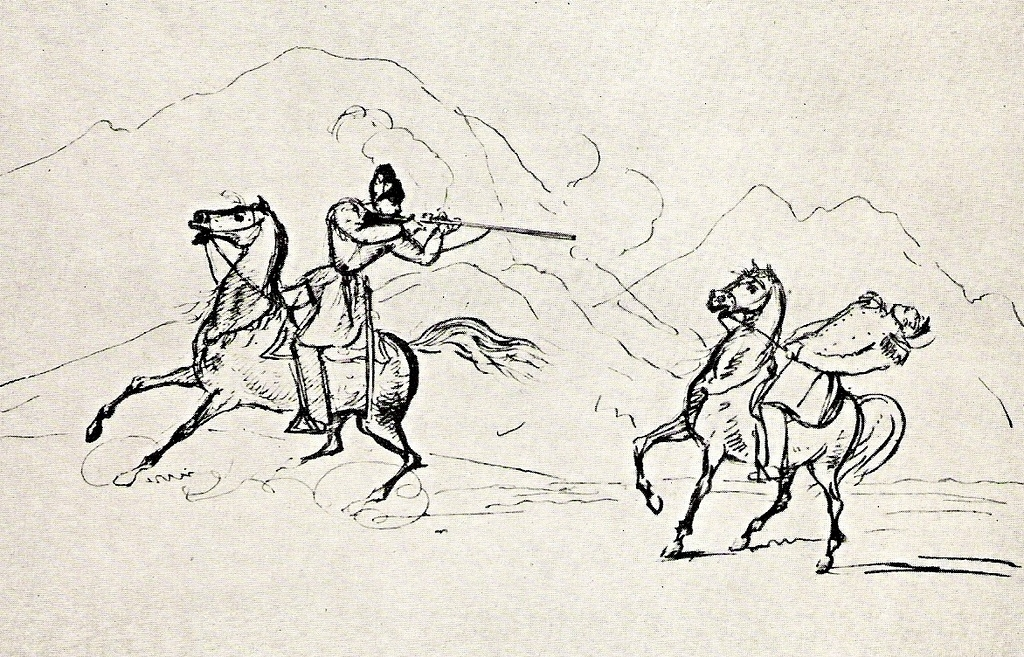
"Illustrazione per il racconto di Aleksandr Aleksandrovič Bestužev Ammalat-Bek, 1832-1834. L'immagine rappresenta Ammalat-Bek sul cavallo con la sciabola a tracolla e il pugnale alla cintura mentre spara col fucile al colonnello Verchovskij.
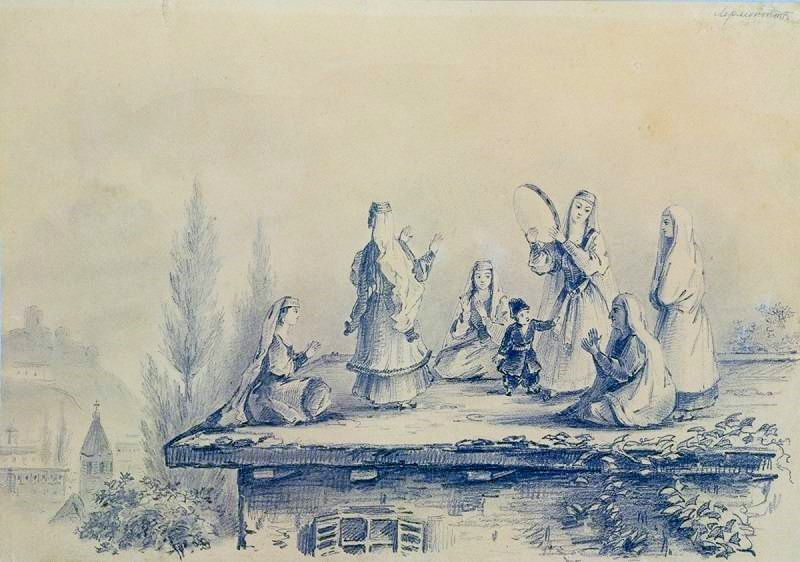
"Lezginka", 1837. La tipica danza georgiana vista da Lermontov a Tiflis, con le fanciulle che danzano sul tetto. La stessa scena è descritta ne Il demone, allorché Tamara danza prima del matrimonio il sensuale ballo e Satana, che la vede, s'innamora di lei.
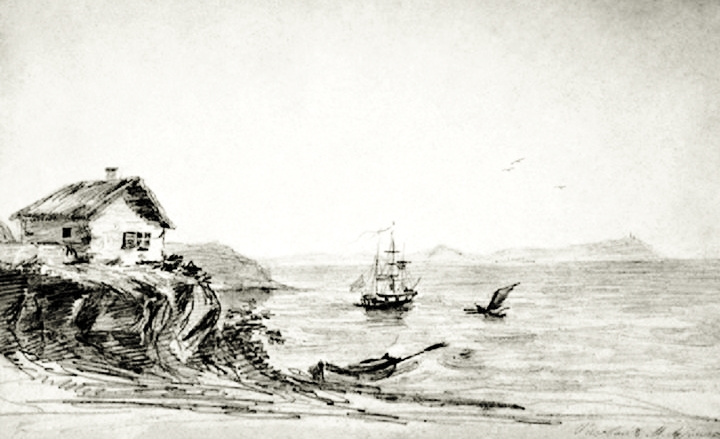
"Taman'. La casa a picco sul mare", 1837.
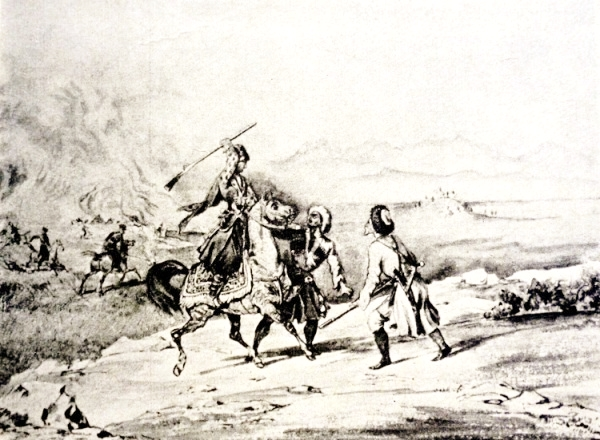
"La steppa brucia. Episodio dalla guerra caucasica", 1840.
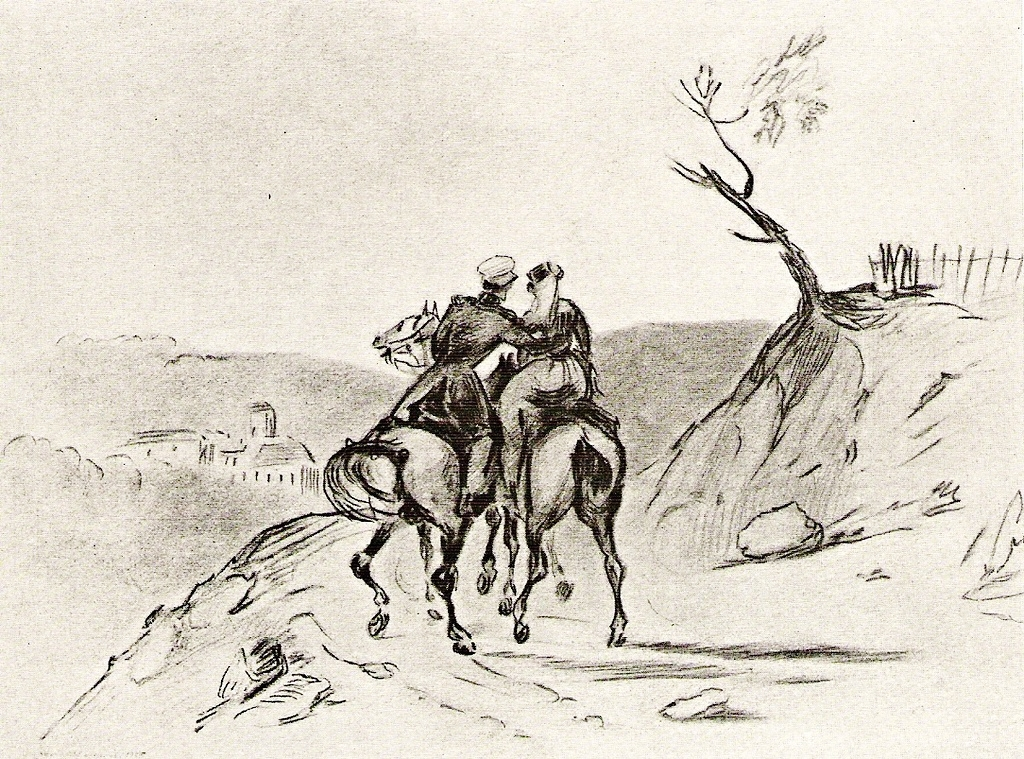
"Ufficiale a cavallo e amazzone", 1841. La scena è stata realizzata a Pjatigorsk.